# Australia Zoo
L'Australia Zoo est un parc zoologique australien situé à Beerwah, dans le Queensland. Ouvert le 3 juin 1970, il présente plus de 1 000 animaux sur une quarantaine d'hectares.